# Miki (Hyogo)
Miki (三木市, Miki-shi) is een Japanse stad in de prefectuur Hyogo. Begin 2014 telde de stad 78.878 inwoners. Miki maakt deel uit van de metropool Groot-Osaka.

## Geschiedenis
Op 1 juni 1954 werd Miki benoemd tot stad (shi). In 2005 werd de gemeente Yokawa (吉川町) toegevoegd aan de stad.

## Partnersteden
- Visalia, Verenigde Staten

Steden:
Aioi · Akashi · Ako · Amagasaki · Asago · Ashiya · Awaji · Himeji · Itami · Kakogawa · Kasai · Kato · Kawanishi · Kobe (hoofdstad) · Miki · Minamiawaji · Nishinomiya · Nishiwaki · Ono · Sanda · Sasayama · Shiso · Sumoto · Takarazuka · Takasago · Tamba · Tatsuno · Toyooka · Yabu

Districten:
Ako · Ibo · Kako · Kanzaki · Kawabe · Mikata · Sayo · Taka
Gemeenten per district